# Ljeskovac (Bośnia i Hercegowina)
Ljeskovac (cyr. Љесковац) – wieś w Bośni i Hercegowinie, w Republice Serbskiej, w mieście Bijeljina. W 2013 roku liczyła 969 mieszkańców.